# Distrito de Pampamarca (Canas)
El distrito peruano de Pampamarca es uno de los ocho distritos de la Provincia de Canas, ubicada en el Departamento de Cusco, bajo la administración del  Gobierno regional de Cuzco, Perú.

## Historia
El distrito fue creado mediante Ley del 29 de agosto de 1834, en el gobierno de Luis José de Orbegoso y Moncada.
En el año 2010, El ex- burgomaestre Pedro Pablo Castro Aquino escribió la novela titulada " El llapango de oro", conocido por todos como "El Ciro Alegría y El Arguedas", por haber impreso las costumbres del pueblo de los hijos de Micaela Bastidas en una obra maestra.

## Geografía
Ubicada en una zona frígida, las temperaturas medias oscilan entre 8.6 °C. y 7.2 °C.

## Capital
La Capital del distrito es el poblado de Pampamarca. La temporada más propicia para la visita de turismo es de abril a octubre.

## Autoridades

### Municipales
- 2015-2018[1]
  - Alcalde: Dehewis Eldivaro Martínez Lazo, del Movimiento Regional Tawantinsuyo (MRT).
  - Regidores: Vicente Ccallo Meza (MRT), Oswaldo Zabaleta Huayhua (MRT), Marco Choqque Hancco (MRT), Vilma Fernández Choquehuanca (MRT), Hilario Rojas Paiva (APU).
- 2011-2014[2]
  - Alcalde: lic.Ronal Aparicio Garate, del Partido Acuerdo popular unificado (APU).
  - Regidores: Zenón Curi Lazo (APRA), Rogelio Olivares Muñoz (APRA), Diana Shirley Huillca Cursi (APRA), Jose Mamani Paja (APRA), Roberto Fernández Salas (PAN).
- 2007-2010
  - Alcalde: Eberardo Teherán Ayala.

## Festividades
- Enero: San Hilarión.
- Mayo: Santa Cruz.
- Agosto: Virgen Asunta.
- Septiembre: Señor de la Exaltación.

## Turismo
- Centro arqueológico de Hanc'omarka, ubicado en el anexo de Pamparqui.
- Iglesia de Pampamarca
- Laguna de Pampamarca, forma parte del Circuito de las 4 lagunas.

## Música

### Conjunto Los Hijos de Micaela Bastidas
Este conjunto musical folklórico se lanzó el 22 de marzo de 1998, quizá es la única formal que tuvo este distrito. 
Sus integrantes: 
Director / Rondin: Pedro Pablo Castro Aquino
Mandolina: Zenón Curi Lazo
Arpa: Barnardino Quille Fernandez
Voz: "Golondrina del Cusco" - Marieta Aique Salas